# Perigenes constrictus
Perigenes constrictus är en insektsart som först beskrevs av Thomas Say 1832.  Perigenes constrictus ingår i släktet Perigenes och familjen Rhyparochromidae. Inga underarter finns listade i Catalogue of Life.